# Xenopus largeni
Xenopus largeni é uma espécie de anfíbio da família Pipidae.
É endémica da Etiópia.
Os seus habitats naturais são: regiões subtropicais ou tropicais húmidas de alta altitude, rios, marismas de água doce, terras aráveis e jardins rurais.
Está ameaçada por perda de habitat.